# Mario Mitaj
Mario Mitaj (Atene, 6 agosto 2003) è un calciatore greco naturalizzato albanese, difensore dell'Al-Ittihad e della nazionale albanese.

## Caratteristiche tecniche
È un terzino sinistro con un buon mancino e molto veloce, può giocare anche come esterno sinistro un ruolo che ha già ricoperto fino ad ora in carriera.

## Carriera

### Club
Cresciuto nel settore giovanile dell'AEK Atene, il 12 agosto 2020 firma con il club il suo primo contratto da professionista; mentre il 18 ottobre seguente giocando il match pareggiato 1-1 contro il PAOK debutta in Souper Ligka Ellada.
Il 10 agosto 2021 estende il proprio contratto col club capitolino sino al 2026.
Il 27 agosto 2022 si trasferisce a titolo definitivo per 3 milioni di euro alla squadra russa della Lokomotiv Mosca.

### Nazionale
Nato in Grecia da genitori albanesi e dunque in possesso del doppio passaporto, decide di rappresentare la nazionale albanese con cui il 31 marzo 2021 debutta scendendo in campo nell'incontro di qualificazione per i Mondiali 2022 contro il San Marino.
Nel maggio 2024 viene convocato per gli Europei in Germania. Scende in campo in tutte e tre le gare dell'Albania, risultando tra i profili giovani più interessanti della nazionale albanese.

## Statistiche

### Presenze e reti nei club
Statistiche aggiornate al 31 gennaio 2025.
| Stagione               | Squadra                | Campionato             | Campionato | Campionato | Coppe nazionali | Coppe nazionali | Coppe nazionali | Coppe continentali | Coppe continentali | Coppe continentali | Altre coppe | Altre coppe | Altre coppe | Totale | Totale | Totale |
| Stagione               | Squadra                | Comp                   | Pres       | Reti       | Comp            | Pres            | Reti            | Comp               | Pres               | Reti               | Comp        | Pres        | Reti        | Pres   | Reti   |        |
| ---------------------- | ---------------------- | ---------------------- | ---------- | ---------- | --------------- | --------------- | --------------- | ------------------ | ------------------ | ------------------ | ----------- | ----------- | ----------- | ------ | ------ | ------ |
| 2021-2022              | AEK Atene B            | SL2                    | 20         | 0          | -               | -               | -               | -                  | -                  | -                  | -           | -           | -           | 20     | 0      |        |
| 2020-2021              | AEK Atene              | SL                     | 6+4        | 0          | CG              | 2               | 0               | UEL                | 1                  | 0                  | -           | -           | -           | 13     | 0      |        |
| 2021-2022              | AEK Atene              | SL                     | 0+1        | 0          | CG              | 0               | 0               | UECL               | 2                  | 0                  | -           | -           | -           | 3      | 0      |        |
| Totale AEK Atene       | Totale AEK Atene       | Totale AEK Atene       | 6+5        | 0          |                 | 2               | 0               |                    | 3                  | 0                  |             | -           | -           | 16     | 0      |        |
| 2022-2023              | Lokomotiv Mosca        | PL                     | 14         | 0          | CR              | 4               | 0               | -                  | -                  | -                  | -           | -           | -           | 18     | 0      |        |
| 2023-2024              | Lokomotiv Mosca        | PL                     | 21         | 0          | CR              | 6               | 0               | -                  | -                  | -                  | -           | -           | -           | 27     | 0      |        |
| lug.-ago. 2024         | Lokomotiv Mosca        | PL                     | 1          | 0          | CR              | 3               | 0               | -                  | -                  | -                  | -           | -           | -           | 4      | 0      |        |
| Totale Lokomotiv Mosca | Totale Lokomotiv Mosca | Totale Lokomotiv Mosca | 36         | 0          |                 | 13              | 0               |                    | -                  | -                  |             | -           | -           | 49     | 0      |        |
| 2024-2025              | Al-Ittihad             | SPL                    | 18         | 1          | KC              | 4               | 0               | -                  | -                  | -                  | -           | -           | -           | 22     | 1      |        |
| Totale carriera        | Totale carriera        | Totale carriera        | 85         | 1          |                 | 19              | 0               |                    | 3                  | 0                  |             | -           | -           | 107    | 1      |        |

### Cronologia presenze e reti in nazionale
| Cronologia completa delle presenze e delle reti in nazionale ― Albania | Cronologia completa delle presenze e delle reti in nazionale ― Albania | Cronologia completa delle presenze e delle reti in nazionale ― Albania | Cronologia completa delle presenze e delle reti in nazionale ― Albania | Cronologia completa delle presenze e delle reti in nazionale ― Albania | Cronologia completa delle presenze e delle reti in nazionale ― Albania | Cronologia completa delle presenze e delle reti in nazionale ― Albania | Cronologia completa delle presenze e delle reti in nazionale ― Albania |
| Data                                                                   | Città                                                                  | In casa                                                                | Risultato                                                              | Ospiti                                                                 | Competizione                                                           | Reti                                                                   | Note                                                                   |
| ---------------------------------------------------------------------- | ---------------------------------------------------------------------- | ---------------------------------------------------------------------- | ---------------------------------------------------------------------- | ---------------------------------------------------------------------- | ---------------------------------------------------------------------- | ---------------------------------------------------------------------- | ---------------------------------------------------------------------- |
| 31-3-2021                                                              | Serravalle                                                             | San Marino                                                             | 0 – 2                                                                  | Albania                                                                | Qual. Mondiali 2022                                                    | -                                                                      | 87’                                                                    |
| 26-10-2022                                                             | Abu Dhabi                                                              | Arabia Saudita                                                         | 1 – 1                                                                  | Albania                                                                | Amichevole                                                             | -                                                                      | 46’                                                                    |
| 17-6-2023                                                              | Tirana                                                                 | Albania                                                                | 2 – 0                                                                  | Moldavia                                                               | Qual. Euro 2024                                                        | -                                                                      | 22’                                                                    |
| 20-6-2023                                                              | Tirana                                                                 | Fær Øer                                                                | 1 – 3                                                                  | Albania                                                                | Qual. Euro 2024                                                        | -                                                                      |                                                                        |
| 7-9-2023                                                               | Praga                                                                  | Rep. Ceca                                                              | 1 – 1                                                                  | Albania                                                                | Qual. Euro 2024                                                        | -                                                                      |                                                                        |
| 10-9-2023                                                              | Tirana                                                                 | Albania                                                                | 2 – 0                                                                  | Polonia                                                                | Qual. Euro 2024                                                        | -                                                                      |                                                                        |
| 12-10-2023                                                             | Tirana                                                                 | Albania                                                                | 3 – 0                                                                  | Rep. Ceca                                                              | Qual. Euro 2024                                                        | -                                                                      |                                                                        |
| 17-10-2023                                                             | Tirana                                                                 | Albania                                                                | 2 – 0                                                                  | Bulgaria                                                               | Amichevole                                                             | -                                                                      | 73’                                                                    |
| 17-11-2023                                                             | Chișinău                                                               | Moldavia                                                               | 1 – 1                                                                  | Albania                                                                | Qual. Euro 2024                                                        | -                                                                      | 9’                                                                     |
| 20-11-2023                                                             | Tirana                                                                 | Albania                                                                | 0 – 0                                                                  | Fær Øer                                                                | Qual. Euro 2024                                                        | -                                                                      |                                                                        |
| 22-3-2024                                                              | Parma                                                                  | Albania                                                                | 0 – 3                                                                  | Cile                                                                   | Amichevole                                                             | -                                                                      |                                                                        |
| 25-3-2024                                                              | Solna                                                                  | Svezia                                                                 | 1 – 0                                                                  | Albania                                                                | Amichevole                                                             | -                                                                      | 51’                                                                    |
| 3-6-2024                                                               | Szombathely                                                            | Albania                                                                | 3 – 0                                                                  | Liechtenstein                                                          | Amichevole                                                             | -                                                                      |                                                                        |
| 7-6-2024                                                               | Szombathely                                                            | Albania                                                                | 3 – 1                                                                  | Azerbaigian                                                            | Amichevole                                                             | -                                                                      | 46’                                                                    |
| 15-6-2024                                                              | Dortmund                                                               | Italia                                                                 | 2 – 1                                                                  | Albania                                                                | Euro 2024 - 1º turno                                                   | -                                                                      |                                                                        |
| 19-6-2024                                                              | Amburgo                                                                | Croazia                                                                | 2 – 2                                                                  | Albania                                                                | Euro 2024 - 1º turno                                                   | -                                                                      |                                                                        |
| 24-6-2024                                                              | Düsseldorf                                                             | Albania                                                                | 0 – 1                                                                  | Spagna                                                                 | Euro 2024 - 1º turno                                                   | -                                                                      |                                                                        |
| 7-9-2024                                                               | Praga                                                                  | Ucraina                                                                | 1 – 2                                                                  | Albania                                                                | UEFA Nations League 2024-2025 - 1º turno                               | -                                                                      |                                                                        |
| 10-9-2024                                                              | Tirana                                                                 | Albania                                                                | 0 – 1                                                                  | Georgia                                                                | UEFA Nations League 2024-2025 - 1º turno                               | -                                                                      |                                                                        |
| 11-10-2024                                                             | Praga                                                                  | Rep. Ceca                                                              | 2 – 0                                                                  | Albania                                                                | UEFA Nations League 2024-2025 - 1º turno                               | -                                                                      |                                                                        |
| 14-10-2024                                                             | Tbilisi                                                                | Georgia                                                                | 0 – 1                                                                  | Albania                                                                | UEFA Nations League 2024-2025 - 1º turno                               | -                                                                      | 90+2’                                                                  |
| 16-11-2024                                                             | Tirana                                                                 | Albania                                                                | 0 – 0                                                                  | Rep. Ceca                                                              | UEFA Nations League 2024-2025 - 1º turno                               | -                                                                      |                                                                        |
| 19-11-2024                                                             | Tirana                                                                 | Albania                                                                | 1 – 2                                                                  | Ucraina                                                                | UEFA Nations League 2024-2025 - 1º turno                               | -                                                                      | 79’                                                                    |
| 7-6-2025                                                               | Tirana                                                                 | Albania                                                                | 0 – 0                                                                  | Serbia                                                                 | Qual. Mondiali 2026                                                    | -                                                                      |                                                                        |
| 10-6-2025                                                              | Riga                                                                   | Lettonia                                                               | 1 – 1                                                                  | Albania                                                                | Qual. Mondiali 2026                                                    | -                                                                      |                                                                        |
| Totale                                                                 |                                                                        | Presenze                                                               | 25                                                                     |                                                                        | Reti                                                                   | 0                                                                      |                                                                        |

## Palmarès

### Club
- Campionato saudita: 1

Al-Ittihad: 2024-2025
- Coppa del Re dei Campioni: 1

Al-Ittihad: 2024-2025